# Pureza
Pureza är en kommun i Brasilien.   Den ligger i delstaten Rio Grande do Norte, i den östra delen av landet, 1 800 km nordost om huvudstaden Brasília. Antalet invånare är 8 432.
Trakten runt Pureza består i huvudsak av gräsmarker. Runt Pureza är det glesbefolkat, med 13 invånare per kvadratkilometer.